# Sul Fluminense
Sul Fluminense è una mesoregione dello Stato di Rio de Janeiro in Brasile.

## Microregioni
È suddivisa in 3 microregioni:
- Baía da Ilha Grande
- Barra do Piraí
- Vale do Paraíba Fluminense